# 카시아 키스
카시아 키스(Cássia Kis, 1958년 1월 6일 ~ )는 브라질의 배우이다.

## 출연 작품
- 브로더 (2010)
- 더 태넌츠 (2009)
- 내 이름은 조니가 아니다 (2008)
- 페스타 다 메니나 모르타 (2008)
- 낫 바이 찬스 (2007)
- 하이 아트 (1991)
- 오보토 (1987)